# Sulzbacher Bergbaupfad
Der Sulzbacher Bergbaupfad bei der Oberpfälzer Stadt Sulzbach-Rosenberg ist eine der Stationen an der  Bayerischen Eisenstraße. Die Oberpfalz war seit dem 13. Jahrhundert durch ihre Vorkommen an Eisenerz und Braunkohle eines der wichtigsten Eisenzentren Mitteleuropas (siehe auch Bergbau in der Oberpfalz).
Der Bergbaulehrpfad zeigt ehemalige Tagesanlagen der Erzgruben, Arbeitswege der damaligen Bergleute und den Schaustollen „Max“ der Feldbahn. Die Eisenerzvorkommen im Amberg-Sulzbach-Auerbacher Raum befinden sich an einer langen geologischen Störungslinie, die „Pfahl“ genannt wird und sich vom Bayerwald bis nach Oberösterreich erstreckt.

## Geologie und Fördertechnik
Die Erze wurden zu Beginn der Kreidezeit – vor etwa 120 Millionen Jahren – durch aufsteigende eisenhaltige Lösungen auf dem Jurakalk abgelagert, der heute noch die Landschaft westlich der Störungslinie prägt. Später hat Sand und Lehm die Erzlager überdeckt und so vor der Erosion geschützt. Entlang der Störungslinie liegen die Vorkommen Eichelberg, St.Georg, St.Anna (Schützenheim und Galgenberg), Karoline, Etzmannsberg, Fromm, die Karolinegrube und Großenfalz.
Das Eisen stammt aus der Verwitterung der Granite und Gneise des östlich gelegenen Grundgebirges. Der Fe-Transport erfolgte in Lösungen, die sich beim Auftreffen auf die Malm-Kalke als Brauneisen (FeOOH) absetzten. Die Lagerstätten sind bis zu 40 m mächtig und enthalten durchschnittlich 46 % Fe, daneben Mangan- und Phosphor-Verbindungen sowie Kieselsäure. Letztere hat als Quarz große Teile der „Pfahl“-Erdspalte gefüllt.
Das Erz wurde im Bruchbau gewonnen, bei dem man nach dem Abbau die darüber liegenden Deckschichten einstürzen lässt. Nach mehrmaligem „Scheibenabbau“ von oben nach unten senkt sich das Gelände, wobei die Abrisse und Pingen – oft mit Wasser gefüllt – bis heute sichtbar sind. Wichtige Tagebaue waren u. a. bei Fromm, Etzmannsberg und der Karolinegrube.
Karl IV. förderte die Erz- und Eisengewinnung durch Schürf- und Zollfreiheit; der erste Eisenhammer wurde 1366 durch Friedrich Kastner errichtet, der die „Rosen“ als Wahrzeichen führen durfte; dieser „Hammer Philipsburg“ produzierte bis 1738.
Das Erz wurde ohne Aufbereitung verhüttet. Für die damaligen Produktionsmethoden von Stahl war es wegen des Phosphors zunächst weniger geeignet, aber seit dem Thomasstahl-Verfahren von 1887 gut brauchbar.

## Zur Bergbau-Geschichte
Im 15. und 16. Jahrhundert war die Oberpfalz ein reiches Land, vor allem durch das Montanwesen. Zeugen des Wohlstandes sind etwa die Sulzbacher Stadtpfarrkirche St.Marien und das spätgotische Rathaus. Der Dreißigjährige Krieg (1618–1648) vernichtete diesen Wirtschaftszweig fast ganz, wozu auch die Abwanderung von protestantischen Hammerherren und Montan-Fachleuten beitrug. Ab 1717 sorgten die Landesfürsten für eine Wiederbelebung der Wirtschaft, u. a. durch die Verlegung eines Hochofens nach Weiherhammer, ein Grundstock für die heute noch existierende Eisenhütte. Auch ein privater Erzstollen wurde in den 1720ern bei der Schwedenmühle betrieben.
Stärker belebte sich die Oberpfälzer Montanindustrie ab etwa 1850 – als von England die Neuerungen des Kokshochofens, der Dampfmaschine und des Eisenwalzens kamen – sowie im 19. Jahrhundert durch den Eisenbahnbau und den Materialbedarf der Industrialisierung. Die damals betriebenen Eisensteinzechen St. Anna und Etzmannsberg belieferten 1845–1866 über 30 oberpfälzische und böhmische Hütten mit Erz. Zum Aufschwung der Sulzbacher Erzgruben trug 1856 ihr Kauf durch den Kgl. Kammerherrn Graf von Poninsky bei.
Auch die 1853 gegründete Maxhütte hatte einen Liefervertrag mit dem Grafen und erwarb 1859 den gesamten Grubenbesitz. Die Sulzbacher Gruben lieferten ab 1860 an die Hütte über 21 Millionen Tonnen Erz. Das Jahresmaximum waren 1959 über 600.000 Tonnen, die Belegschaftsstärke 1100 Mitarbeiter. Im Jahr 2002 musste die Maxhütte allerdings geschlossen werden und wurde zum imposanten Industriedenkmal umgewidmet.